# Amour et Amnésie
Pour plus de détails, voir Fiche technique et Distribution.
Amour et Amnésie ou Les 50 Premiers Rendez-vous au Québec (50 First Dates) est une comédie romantique de Peter Segal, sortie en 2004.

## Histoire
Henry Roth est un vétérinaire marin à Hawaï qui a pour habitude de ne pas s'attacher et de changer très souvent de partenaire, trouvant des excuses et utilisant des ruses pour rompre avec chaque femme. Un jour, il rencontre Lucy Whitmore au Hukilau café et tombe instantanément amoureux d'elle. Ils font connaissance, passent un moment ensemble et se quittent, mais le lendemain, Lucy ne semble pas se souvenir d'Henry et le prend pour un pervers. Sue, propriétaire du café, explique à Henry que Lucy a été victime d'un grave accident avec son père, la veille de l'anniversaire de celui-ci. Le choc cérébral fait oublier à Lucy, chaque nuit, ce qu'elle a fait dans la journée. Henry doit redoubler d'ingéniosité pour la séduire malgré tout.

## Fiche technique
- Titre original : 50 First Dates
- Titre français : Amour et Amnésie
- Titre québécois : Les 50 premiers rendez-vous
- Réalisation : Peter Segal
- Scénario : George Wing
- Direction artistique : Domenic Silvestri
- Décors : Robert Greenfield
- Costumes : Ellen Lutter
- Maquillage : Rose Librizzi (Department head makeup)
- Montage : Jeff Gourson (en)
- Musique : Teddy Castellucci
- Photographie : Jack N. Green
- Production : Jack Giarraputo, Steve Golin et Nancy Juvonen ; Will Weiske (superviseur de production)
- Sociétés de production : Columbia Pictures et Happy Madison
- Sociétés de distribution :  Columbia Pictures,  Columbia TriStar Films
- Budget :  75 000 000 de dollars américains
- Pays de production :  États-Unis
- Langue originale : anglais, hawaïen, Mandarin, turc
- Format : couleur - 2,35:1 - 35 mm - son Dolby Digital, DTS
- Genre : comédie dramatique et romance
- Durée : 99 min
- Dates de sortie : 
  - États-Unis : 13 février 2004
  - France : 30 juin 2004

## Distribution
- Adam Sandler (VF : Serge Faliu ; VQ : Alain Zouvi) : Henry Roth
- Drew Barrymore (VF : Laura Préjean ; VQ : Christine Bellier) : Lucy Whitmore
- Rob Schneider (VF : Jérôme Pauwels ; VQ : François Godin) : Ula
- Sean Astin (VF : Laurent Morteau ; VQ : Gilbert Lachance) : Doug Whitmore
- Lusia Strus (VF : Annie Balestra ; VQ : Anne Caron) : Alexa
- Dan Aykroyd (VF : Richard Darbois ; VQ : Mario Desmarais) : Dr Keats
- Amy Hill (VF : Denise Metmer) : Sue
- Allen Covert (VF : Patrick Borg ; VQ : François Sasseville) : Tom « 10 secondes »
- Blake Clark (VF : Michel Barbey ; VQ : Yves Corbeil) : Marlin Whitmore
- Maya Rudolph (VF : Véronique Picciotto) : Stacy
- Pomaika'i Brown (VF : Pascal Casanova ; VQ : Tristan Harvey) : Nick
- Jonathan Loughran (VF : Patrick Borg) : Jennifer / Jonathan
- Lynn Collins (VF : Véronique Picciotto) : Linda
- Joe Nakashima (VF : Jim-Adhi Limas) : le vieil hawaïen
- Esmond Chung (VF : Patrick Béthune) : le shérif
- Katheryn Winnick (VF : Véronique Desmadryl) : la jeune femme blonde du début
- Marguerite Cazin (VF : Lauriane Laval) : la fille d'Henry et Lucy
- Kristin Bauer : la femme pompier (caméo)
- Jackie Sandler (VF : Yumi Fujimori) : la dentiste (caméo)
- Kevin James (VF : Jérôme Pauwels) : l'ouvrier (caméo)
- Jessica Bowman : Tamy (non créditée)
- Missi Pyle : Noreen (non créditée)

 Source et légende : version française (VF) sur RS Doublage et AlloDoublage
 Source et légende : version québécoise (VQ) sur Doublage.qc.ca

## Sortie et accueil

### Box-office
Le film est un succès commercial, rapportant 198 413 428 $ de recettes mondiales, dont 120 908 074 $ aux États-Unis, où il est resté en tête du box-office durant les trois premières semaines d'exploitation, dont 39 852 237 $ pour son premier week-end à l'affiche.

## Analyse